# Edith Rebecca Saunders
Pour les articles homonymes, voir Saunders.
Edith Rebecca Saunders née le 14 octobre 1865, morte le 6 juin 1945 est une généticienne britannique et anatomiste des plantes. Elle joue un rôle actif dans la redécouverte des lois de Mendel sur l'hérédité, la compréhension de l'héritage des caractéristiques chez les plantes. Elle est la première collaboratrice du généticien William Bateson. Elle développe également de nombreux travaux sur l'anatomie des fleurs, en particulier sur les gynécées, les organes de reproduction féminins des fleurs. 

## Biographie
Edith Rebecca Saunders est née le 14 octobre 1865 à Brighton, en Angleterre. Elle étudie au Handsworth Ladies College et en 1884, elle entre au Newnham College, une université réservée aux femmes, à Cambridge. Elle assiste aux cours Part I en 1887 et II en 1888 de l'université des sciences naturelles de Cambridge, sans pouvoir passer les examens, les femmes étant exclues de l'université. 
Elle poursuit ses recherches post-universitaires et travaille au Laboratoire biologique pour femmes Balfour entre 1888 et 1890 où les étudiantes des collèges de Newnham et de Girton reçoivent une préparation pour les Tripos en sciences naturelles. Elle est la dernière directrice de ce laboratoire entre 1890-1914. Elle est également directrice des études au Girton College (1904-1914) et au Newnham College (1918-1925). 
Elle est nommée membre de la Royal Horticultural Society, société dans laquelle elle a reçu la médaille Banksian en 1906. En 1905, elle est l'une des premières femmes élues membres de la Linnean Society of London. 
En 1920, elle est présidente de la section botanique de l'Association britannique pour l'avancement des sciences. Elle est également présidente de la Genetics Society, entre 1936 et 1938. 
Pendant la Seconde Guerre mondiale, elle est volontaire pour aider les forces alliées. Elle décède peu après son retour en Grande-Bretagne, en 1945, après avoir été blessée dans un accident de vélo. 

## Recherche
Les premières recherches de Edith Rebecca Saunders sont axées sur la génétique. Plusieurs de ses expériences génétiques l'amène à définir avec William Bateson des termes importants tels que "allélomorphes" (appelés aujourd'hui allèles ), hétérozygote et homozygote. Avec William Bateson et Reginald Punnett, elle découvre la liaison génétique. 
Elle effectue de nombreux travaux sur l'anatomie des plantes, en particulier sur les gynécées. Elle publie plusieurs articles sur le sujet (notamment sa série d'articles sur les "Illustrations du polymorphisme du carpelle" publiés dans la revue New Phytologist de 1928 à 1931). 